# У́
Cette page contient des caractères spéciaux ou non latins. S’ils s’affichent mal (▯, ?, etc.), consultez la page d’aide Unicode.
Le ou accent aigu (capitale У́, minuscule у́) est une lettre de l'alphabet cyrillique utilisée dans certaines langues comme le biélorusse, le kirghize, le russe, ou le rusyn lorsque l’intonation est indiquée à l’aide de l’accent aigu.

## Utilisations
Le У́ est utilisé en russe lorsque l’intonation d’une syllabe est indiquée sur la voyelle У.

## Représentations informatiques
Le ou accent aigu peut être représenté avec les caractères Unicode suivants :
- décomposé (cyrillique, diacritiques)[1],[2] :

| formes    | représentations | chaînes de caractères | points de code | descriptions                                           |
| --------- | --------------- | --------------------- | -------------- | ------------------------------------------------------ |
| capitale  | У́               | У◌́                    | U+0423 U+0301  | lettre majuscule cyrillique ou diacritique accent aigu |
| minuscule | у́               | у◌́                    | U+0443 U+0301  | lettre minuscule cyrillique ou diacritique accent aigu |